# Brzeźno (gmina Czarnków)
Brzeźno – wieś w Polsce położona w województwie wielkopolskim, w powiecie czarnkowsko-trzcianeckim, w gminie Czarnków.

## Historia
Miejscowość pierwotnie związana była z Wielkopolską. Istnieje od pierwszej połowy XV wieku i ma metrykę średniowieczną. Po raz pierwszy odnotowana została w języku staropolskim w łacińskim dokumencie z 1403 pod nazwą "Brzesno", 1432 "Brzeszno", 1496 "Bresno", 1553 "Brzezno".
Miejscowość była początkowo własnością szlachecką należącą do lokalnej szlachty z rodu Grabskich, a potem Czarnkowskich herbu Nałęcz III, którzy od nazwy miasta Czarnków przyjęli odmiejscowe nazwisko. W 1508 leżała w dobrach Czarnków w powiecie poznańskim województwa poznańskiego w Koronie Królestwa Polskiego w parafii Czarnków.
Pierwszy zapis pochodzi z 1403 kiedy odnotowany został w dokumentach sądowych spór Świętosławy (Świętochny) z Brzeźna z Mikołajem oraz Wincentym z Czarnkowa z powodu "zabójstwa jej człowieka". W procesie świadczyło 8 ławników oraz sołtys brzeziński. W 1432 zawarto ugodę pomiędzy Janem oraz Kasprem z Czarnkowa. Kasper zatrzymać miał wieś Brzeźno aż do śmierci Świąchny Grabskiej, a potem Jan mógł odkupić połowę wsi za 52 kopy szer. groszy. Odnotowano także, że ludzie z Brzeźna mogli korzystać z pastwisk w Białężynie, a tamtejsi ludzie z pastwisk w Brzeźnie.
W latach 1486-1496 wieś znajdowała się w posiadaniu szlachty z rodu Czarnkowskich z Czarnkowa. W 1469 wieś miała zapłacić 14 grzywien kary z powodu niezapłacenia wiardunków królewskich. W 1507 kasztelan bydgoski Maciej Czarnkowski oraz jego brat  kasztelan przemęcki Sędziwój Czarnkowski podzielili pomiędzy siebie wieś na dwie części. W 1508 pobrano w Brzeźnie wiardunki wojenne z 14 półłanków. W 1509 miał miejsce pobór z 14 półłanków, a sołtys brzeźnicki zapłacił od jednego łana. W 1553 Wojciech Czarnkowski zapłacił pobór ze wsi. W 1556 starosta generalny Wielkopolski Wojciech Sędziwój Czarnkowski syn Sędziwoja otrzymał od brata, starosty międzyrzeckiego Stanisława Sędziwoja m.in. część Brzeźna. 
W 1557 Wojciech Czarnkowski syn Macieja w podziale z braćmi otrzymał m.in. części Brzeźna. W 1563 miał miejsce pobór od 7 łanów oraz dwóch karczm. W 1558 Wojciech Czarnkowski kasztelan śremski odstąpił Wojciechowi Sędziwojowi Czarnkowskiemu połowę strugi Osuch z dwoma łożyskami do budowy stawów hodowlanych oraz młynów wodnych pomiędzy Czarnkowem a Brzeźnem. W 1577 pobór ze wsi zapłacili Wojciech Czarnkowski, syn Macieja kasztelana rogozińskiego oraz Wojciech Sędziwój Czarnkowski syn Sędziwoja. W 1580 pobór zapłacili: Barbara wdowa po Wojciechu Czarnkowskim kasztelanie rogozińskim od 11 półłanków oraz 5 zagrodników oraz Wojciech Urbanowski prawdopodobnie dzierżawca, który zapłacił od 3,5 łana, 5 zagrodników oraz karczmy z rolą.
Wieś szlachecka Brzezno położona była w 1580 roku w powiecie poznańskim województwa poznańskiego w Rzeczypospolitej Obojga Narodów. Wskutek II rozbioru Polski w 1793, miejscowość przeszła pod władanie Prus i jak cała Wielkopolska znalazła się w zaborze pruskim.
W latach 1975–1998 miejscowość należała administracyjnie do województwa pilskiego.